# Ruyton-XI-Towns
Ruyton-XI-Towns is een civil parish in het bestuurlijke gebied Shropshire, in het Engelse graafschap Shropshire met 1379 inwoners.